# 육군전우협회

청의사의 기

육군전우협회(Army Comrades Association; ACA)는 1930년대 초 아일랜드 자유국에서 활동한 극우단체이다. 국위대(National Guard), 청년 아일랜드(Young Ireland), 청년동맹(League of Youth) 등으로 여러 번 이름을 바꾸었는데, 청의사(靑衣社, 아일랜드어: Na Léinte Gorma 너 렌터 고르마, 영어: The Blueshirts)라는 별명으로 가장 잘 알려져 있다. 청의사는 아일랜드 공화국군 조약 반대파(ATIRA)로부터 쿠먼 너 응엘 등의 우익정당을 보호하는 행동대 구실을 했다. 일부 청의사 단원은 스페인 내전에서 국민군 측에 서서 참여하기도 했다.
청의사의 보호대상이었던 여러 보수정당들은 1933년 피너 게일로 통합되었고, 오늘날에도 피너 게일 당원을 "블루셔츠"라는 별명으로 부르기도 한다.

## 같이 보기
- 알티리 너 하셰리